# Старосинявський цукровий завод
Старосинявський цукровий завод — підприємство харчової промисловості у селищі міського типу Стара Синява Хмельницької області, припинило своє існування.

## Історія

### 1875 - 1917
Невеликий цукровий завод у містечку Стара Синява Старосинявської волості Літинського повіту Подільської губернії Російської імперії побудований у 1875 році. Пізніше його купив один з одеських капіталістів, який значно розширив підприємство - в 1900 році тут працювали 253 людини, а обсяг виробництва збільшився майже в чотири рази в порівнянні з 1885 роком.
Умови роботи в цей час були важкими (тривалість робочого дня становила 12 години), заробітна плата була низькою (не більше 8,5 рублів на місяць), а засобів механізації не було - буряк нарізали на машині з ручним приводом і завантажували в дифузори вручну; цукор сушили, розправляючи граблями; воду носили в коромислах з колодязя.

### 1918 - 1991
У січні 1918 року в селі встановлена радянська влада, але вже через місяць село окупували австрійсько-німецькі війська (які залишалися тут до листопада 1918 року), надалі село опинилося в зоні бойових дій громадянської війни і радянсько-польської війни.
У 1921 році почалося відновлення частково зруйнованої цукрового заводу, при якому був створений радгосп для вирощування цукрових буряків (отримав 1042 гектарів землі). Одночасно з ремонтом, у першій половині 1920-х років виконана реконструкція заводу (чисельність робітників на якому до 1925 році збільшилася до 516 осіб). Проводились заходи по навчанню та підвищенню кваліфікації працівників - тут був створений гурток ліквідації неписьменності, а в жовтні 1925 року - школа політграмоти (в якій навчалися 17 осіб).
У ході індустріалізації побудована  і в 1933 році - введена в експлуатацію Старосинявська електростанція. Підприємство і село були електрифіковані. У 1934 році почалася реконструкція заводу з метою підвищити переробні потужності з 5 тис. центнерів на добу до 7 тис. центнерів на добу, яка була успішно завершена перед початком війни. 
Після початку Другої світової війни робітники заводу разом з іншими жителями села брали участь у будівництві укріплень і збиранні врожаю. У зв'язку з наближенням лінії фронту 2 липня 1941 року почалася евакуація заводського обладнання. 14 липня 1941 року село було окуповано німецькими військами.
У червні 1943 року радянські партизани проникли в Стару Синяву, здійснили кілька диверсій і вивезли з заводу цукор у ліс на заводському автотранспорті.
8 березня 1944 року село визволили частини 121-ї стрілецької дивізії РСЧА.
При відступі німці встигли частково зруйнувати цукровий завод, МТС, колгоспи і школи (загальна сума збитків селу перевищила 28,4 млн. рублів). Після розчищення території від боєприпасів та інших вибухонебезпечних предметів почалося відновлення господарства. Робітники цукрового заводу зібрали 44,3 тис. рублів на будівництво танка «Старосинявський цукрокомбінат».
У 1945 році завод переробив буряки врожаю 1944 року і провів перші 26 тис. цнт цукру. У тому ж 1945 році відновлений бурякорадгосп і відновила роботу МТС, що забезпечило можливість розширити посіви буряків.
У 1964 - 1965 рр. цукровий завод реконструйований, і його переробні потужності збільшені до 16 тис. центнерів цукрових буряків на добу. 
Колектив заводу брав активну участь у раціоналізаторській діяльності (тільки в 1970 році внесено 170 раціоналізаторських пропозицій, економічний ефект від впровадження яких склав 29 тис. рублів). У результаті, планові показники по виробництву цукру на восьму п'ятирічку (1966 - 1970 рр..) завод виконав на 105,5%.
В цілому, в радянський час завод був найбільшим підприємством райцентру, на його балансі знаходилися житлові будинки та об'єкти соціальної інфраструктури.

### Після 1991
У травні 1995 року Кабінет Міністрів України затвердив рішення про приватизацію цукрового заводу і райсільгосптехніки, в липні 1995 року затверджено рішення про приватизацію забезпечував завод сировиною бурякорадгоспу.
У червні 1996 року арбітражний суд Хмельницької області порушив справу про банкрутство заводу. У грудні 2001 року визнаний банкрутом.
Навесні 2008 року Старосинявський цукровий завод розібрали на металобрухт.